# Latak
Latak is een bestuurslaag in het regentschap Grobogan van de provincie Midden-Java, Indonesië. Latak telt 4446 inwoners (volkstelling 2010).